# Teofobi
Teofobi er sygelig angst over for en hvilken som helst gud eller religion, ikke at forveksle med gudsfrygt eller pietisme, som er noget helt andet. Symptomet på teofobi er ofte angst for at blive afstraffet for sine (ofte forestillede) synder, og en teofobisk person vil derfor gå langt for at tilfredsstille sin gud. Selvpineri og manisk trang til at fremsige bønner konstant kan være en del af fobien. Teofobi er imidlertid ikke nogen særlig udbredt fobi.
| Religion | Spire Denne religionsartikel er en spire som bør udbygges. Du er velkommen til at hjælpe Wikipedia ved at udvide den. |